# Dravita
La dravita és un mineral de la classe dels ciclosilicats, i dins d'aquesta pertany a l'anomenat grup de la turmalina. Va ser descoberta l'any 1883 a Eslovènia, i anomenada així per trobar-se abundant prop del riu Drava (Àustria i Eslovènia).
Sinònims poc usats són: coronita, gouverneurita o turmalina-magnèsica.

## Característiques químiques
És un ciclosilicat hidroxilat de sodi, magnesi, alumini, amb borosilicat, sent l'equivalent hidroxilat de la fluor-dravita, un altre mineral també del grup de les turmalines.
Forma dues sèries de solució sòlida, una de elles amb l'Elbaïta (Na(Al1.5Li1.5)Al₆(BO₃)₃Si₆O18(OH)₄), en la qual la substitució gradual del magnesi per liti va donant els diferents minerals de la sèrie. Una segona sèrie és la que forma amb l'afrisita (Na(Fe2+)₃Al₆(BO₃)₃Si₆O18(OH)₄), en la qual es va substituint el magnesi per ferro. També s'han descrit sèries amb l'uvita i amb la buergerita.
A més dels elements de la seva fórmula, sol portar com a impureses: ferro, manganès, titani, calci, crom, vanadi, potassi i fluor.

## Formació i jaciments
És un mineral que pot trobar-se en roques calcàries cristal·lines o dolomies metamorfosades per magnesi, o bé en roques ígnies màfiques; en rares ocasions s'ha trobat en pegmatites o a l'interior autogènic de roques sedimentàries.
Sol trobar-se associat a altres minerals com: quars, calcita, dolomita, epidota, microclina, albita, moscovita, fluorita o titanita.
A Catalunya s'ha descrit al Cap de Creus (Cadaqués), en un ambient de metamorfisme.

## Usos
Per les seves propietats piezoelèctriques s'empra per a la fabricació de calibradors de pressió.